# Nicolas Le Riche
Pour les articles homonymes, voir Riche (homonymie).
Scènes principales
Opéra national de Paris
Nicolas Le Riche, né le 29 janvier 1972 à Sartrouville, est un danseur français. Danseur étoile du ballet de l'Opéra national de Paris, Nicolas Le Riche aura un partenariat privilégié avec Sylvie Guillem, mais également des collaborations avec les plus grandes étoiles de l’Opéra de Paris comme Élisabeth Platel, Marie-Claude Pietragalla, Aurélie Dupont ou Marie-Agnès Gillot. 
En 2015, il crée le LAAC - L'Atelier d'Art Chorégraphique - au Théâtre des Champs Élysées qu'il dirige depuis lors avec Clairemarie Osta. Actuellement[Quand ?] Nicolas Le Riche est directeur du Ballet Royal de Suède de Stockholm.

## Biographie

### Formation
Nicolas Le Riche commence la danse en 1979, à l’âge de sept ans, notamment dans le but de se démarquer de son frère ainé. Il intègre en 1982 l'école de danse de l'Opéra de Paris, que dirigeait Claude Bessy. Durant les six années de son cursus le jeune danseur a pour maître le danseur étoile Serge Peretti.
Nicolas Le Riche intègre le corps de ballet en 1988, à l'âge de seize ans. Il est promu coryphée en 1989, sujet en 1990 et premier danseur en 1991, année durant laquelle il est un des lauréats du prix du Cercle Carpeaux en 1991. C'est à cette époque qu'il danse sous la direction de Rudolf Noureev, qui poussera son début de carrière en lui donnant les rôles de Mercutio puis de Roméo dans Roméo et Juliette.

### Danseur étoile
Nicolas Le Riche est nommé étoile par Patrick Dupond, le 27 juillet 1993, après avoir interprété le rôle du prince dans Giselle, un rôle qui deviendra son grand rôle récurrent tout au long de sa carrière.
Nicolas Le Riche est l'un des partenaires de prédilection de Sylvie Guillem, avec qui il a très souvent dansé en France et à l'étranger, notamment dans Marguerite et Armand, ballet créé par Rudolf Noureev et Margot Fonteyn. Roland Petit crée pour lui en 1999 le ballet Clavigo et fera de Nicolas Le Riche l’interprète emblématique sa pièce Le Jeune Homme et la Mort qu’il danse pour la première fois avec Marie-Claude Pietragalla et qu’il interprète encore aujourd’hui. Ses saisons récentes à l'Opéra de Paris, comme les plus anciennes, mêlent classique et contemporain, Nicolas Le Riche se refusant par ailleurs à établir un quelconque cloisonnement entre deux facettes d'un seul et même art.
Le Riche s'est également produit sur la scène des plus grandes compagnies du monde comme le Bolchoï, le Mariinsky, le Royal Ballet de Londres, le Tokyo Theater ou le New York City Ballet.  
Par ailleurs, il crée entre autres ses propres chorégraphies depuis 2001, tout en continuant sa carrière d'étoile de l'Opéra de Paris. En 2005, il crée Caligula, ballet en cinq actes sur la musique des Quatre Saisons de Vivaldi et un livret de Guillaume Gallienne où il s'inspire de la vie de l'empereur romain. En 2007, il conçoit pour l'Opéra de Paris un spectacle tout public mêlant danse, musique, peinture et photographie. Ce spectacle, baptisé Écho, a été présenté à l'amphithéâtre Bastille. 
Un livre de photographies prises par Anne Deniau lui étant consacré paraît le 2 octobre 2008. Ce livre de 350 pages regroupe 400 photographies prises sur près de 6 ans, de 2003 à 2008. Le livre, à double entrée, présente d'un côté l'artiste en scène, et de l'autre dans des moments de travail, de détente ou de concentration. Un blog animé par Nicolas Le Riche et Anne Deniau accompagne le lancement du livre.
Le 31 décembre 2008, il reprend le rôle de soliste dans le Boléro de Béjart à l'Opéra de Paris, lors d'une soirée retransmise sur Arte. En mars-avril 2009, il interprète le rôle principal pour l'entrée au répertoire de l'Opéra national de Paris du ballet La Troisième Symphonie de Mahler de John Neumeier. En mai 2009, il interprète le rôle d'Eugène Onéguine dans Onéguine de Cranko. En décembre 2009, il aborde pour la première fois les rôles mythiques des Ballets Russes à l'Opéra de Paris : le Faune dans L'Après-midi d'un Faune, créé par Nijinsky, et Petrouchka dans le ballet du même nom.
En 2012, il interprète Rearray de William Forsythe sur la scène du Théâtre des Champs-Élysées en compagnie de Sylvie Guillem. La même année, il danse Dances at a Gathering de Jerome Robbins et Appartement du chorégraphe suédois Mats Ek.  
Pour la saison 2013-2014, il participe à la création de Saburo Teshigawara intitulée Darkness Is Hiding Black Horses et interprète aux côtés d'Aurélie Dupont Le Parc de Angelin Preljocaj, puis Mademoiselle Julie de la chorégraphe suédoise Birgit Cullberg, où il fait d’ailleurs forte impression,. Nicolas Le Riche fait partie des nommés des National Dance awards 2014, grâce à sa prestation dans Le Jeune Homme et la Mort de Roland Petit avec l'English National Ballet. 
En avril 2014 commence la tournée française de son propre spectacle Itinérances accompagné de Clairemarie Osta, Eleonora Abbagnato, Russell Maliphant et Isabelle Ciaravola. Spectacle durant lequel seront interprétés cinq œuvres : Critical Mass et Shift de Russell Maliphant, Le Jeune Homme et la  Mort de Roland Petit, Annonciation d’Angelin Preljocaj et Odyssée (pas de deux chorégraphié par Le Riche lui-même).

### Adieux
Le 9 juillet 2014, Nicolas Le Riche fait ses adieux à la scène de l’Opéra de Paris à 42 ans, l’âge de la retraite pour cette institution. Ses adieux donnent lieu à une soirée exceptionnelle dont le seul architecte est Nicolas Le Riche lui-même. Elle est composée de ballets dansés dans leur intégralité - Le Jeune Homme et la Mort (Petit), L'Après-midi d’un Faune (Nijinski) et le Boléro (Béjart) - et d’extraits : Suite of Dances de Jerome Robbins, Caligula de Le Riche, Raymonda  de Rudolf Noureev, Les Forains  de Roland Petit, Le Bal des Cadets de Lichine. Ces ballets ont marqué la carrière du danseur durant ses 24 années au sein de la compagnie parisienne. La soirée est également marquée par la venue d'invités spéciaux, amis de Nicolas Le Riche : Guillaume Gallienne lit un texte en hommage au danseur, Matthieu Chedid interprète à la guitare la partition de Suite of Dances sur la scène de l'opéra Garnier et Sylvie Guillem rejoint Le Riche lors du salut final. La soirée se clôture par une ovation debout de plusieurs dizaines de minutes[réf. nécessaire].

### Carrière de directeur de ballet
Le 3 juillet 2017, Nicolas le Riche est nommé directeur du Ballet Royal de Suède de Stockholm.

## Style
Danseur virtuose et physique, Nicolas Le Riche est également un interprète sensible choisi par les plus grands chorégraphes de notre siècle,, évoluant aussi bien dans le répertoire classique qu'en danse contemporaine.  Guillaume Gallienne, ami du danseur, dira de lui : « Il bondit comme un tigre, vole comme un ange et atterrit comme un chat,. »  

## Vie privée
Nicolas Le Riche est marié à la danseuse étoile de l'Opéra de Paris Clairemarie Osta. Ils ont deux filles ensemble.
Grand passionné de musique, affichant des goûts très éclectiques, allant du classique à la pop, il se produit d'ailleurs sur scène en novembre 2012 lors d’un concert de Matthieu Chedid, joue de la guitare, de la clarinette et s'adonne à l’aquarelle. 

## Répertoire

### Chorégraphies
- 2001 : RVB 21 pour le Ballet de Nancy
- 2004 : Caligula pour le Ballet de l'opéra de Paris, livret de Guillaume Gallienne
- 2007 : création du spectacle  Écho à l'amphithéâtre de l'Opéra Bastille
- 2014 : Itinérances (création du pas de deux Odyssée)
- 2014 : "Une Après-Midi..." pour Clairemarie Osta
- 2016 : "PARA-ll-ÈLES" sur la musique de Matthieu Chedid
- 2017 : "Sur la grève..." pour le ballet de l'Opéra National de Bordeaux

### Filmographie
Longs métrages
- 2007 : Le Scaphandre et le Papillon de Julian Schnabel dans le rôle de Nijinsky
- 2006 : Aurore de Nils Tavernier, aux côtés de Carole Bouquet
- 2011 : Un baiser papillon de Karine Silla-Pérez
- 2017 : Bolchoï de Valeri Todorovski

Documentaires
- 1989 : « Les Enfants de la danse »[21] de Dirk Sanders
- 1998 : « Nicolas Le Riche » de Jérôme Laperrousaz, 94 min[22].
- 2001 : Tout près des étoiles de Nils Tavernier
- 2009 : La danse, le ballet de l'Opéra de Paris de Frederick Wiseman
- 2009 : « Sur le fil » de Françoise Ha Van Kern, consacré à Sylvie Guillem[23]

## Distinctions

### Récompenses
- 1991 : Prix du Cercle Carpeaux
- 1992 : Prix du Public de l'AROP
- 1995 : Prix Benois de la danse
- 1998 : Entrée au Musée Grévin avec Marie-Claude Pietragalla
- 1999 : Prix Saint-Germain des Prés
- 2004 : Prix Nijinski de la catégorie « Danseur »

### Décorations
- Commandeur de l'ordre des Arts et des Lettres le 9 juillet 2014[24]. Il a été fait chevalier en 2000, avant d'être promu officier.
- Chevalier de la Légion d'honneur le 12 juillet 2013[25] pour ses 25 ans de services.
- Chevalier de l'ordre national du Mérite le 14 novembre 2006[26] pour ses 18 ans d'activités artistiques.